# De Bilt
De Bilt (anhörenⓘ) ist eine Gemeinde in der niederländischen Provinz Utrecht mit 43.794 Einwohnern (Stand 1. Januar 2025). Die zusammengewachsenen Dörfer De Bilt und Bilthoven bilden den Hauptort. Am 1. Januar 2001 wurden die Dörfer Maartensdijk, Westbroek, Hollandsche Rading und Groenekan eingemeindet.

## Lage
Die Gemeinde liegt 5 Kilometer östlich der Stadt Utrecht. Südwestlich des Ortes kreuzen sich die Autobahnen Rijksweg 27 und Rijksweg 28. Der Bahnhof Bilthoven liegt an der Bahnstrecke von Utrecht nach Amersfoort, der Bahnhof Hollandsche Rading an der Strecke von Utrecht nach Hilversum. Auch das Bauerndorf Maartensdijk mit einem malerischen Ortskern befindet sich zwischen den letztgenannten Städten.

## Geschichte
Nach dem Ersten Weltkrieg versammelten sich hier Pazifisten zu den Bilthovener Treffen.

## Wirtschaft
Die Gemeinde De Bilt und hier insbesondere der Gemeindeteil Bilthoven-Noord, zählt zu den reichsten Gemeinden in den Niederlanden gemäß des Einkommens- und Vermögensindex und ist durch viele Villen geprägt.
Die wichtigsten Arbeitgeber sind:
- das KNMI (Koninklijk Nederlands Meteorologisch Instituut), der niederländische Wetterdienst
- das RIVM (Rijksinstituut voor Volksgezondheid en Milieu), eine Behörde, die für die öffentliche Gesundheit (u. a. Impfungen und Informationskampagnen) und eine gesunde Lebensumgebung (u. a. Umweltschutz) zuständig ist.

In der Gemeinde De Bilt befindet sich das ehemalige Krankenhaus „Berg en Bosch“ (1932–1962).
Da De Bilt am Rande des Waldgebiets „Utrechtse Heuvelrug“ liegt, gibt es auch einigen Tourismus.
|                       | Jan  | Feb  | Mär  | Apr  | Mai  | Jun  | Jul  | Aug  | Sep  | Okt  | Nov  | Dez  |   |       |
| Mittl. Tagesmax. (°C) | 5,2  | 6,1  | 9,6  | 12,9 | 17,6 | 19,8 | 22,1 | 22,3 | 18,7 | 14,2 | 9,1  | 6,4  | ⌀ | 13,7  |
| Mittl. Tagesmin. (°C) | 0,0  | −0,1 | 2,0  | 3,5  | 7,5  | 10,2 | 12,5 | 12,0 | 9,6  | 6,5  | 3,2  | 1,3  | ⌀ | 5,7   |
|                       |      |      |      |      |      |      |      |      |      |      |      |      |   |       |
| Niederschlag (mm)     | 67,0 | 47,5 | 65,4 | 44,5 | 61,5 | 71,7 | 70,0 | 58,2 | 72,0 | 77,1 | 81,2 | 76,8 | Σ | 792,9 |
|                       |      |      |      |      |      |      |      |      |      |      |      |      |   |       |
| Regentage (d)         | 18   | 13   | 17   | 14   | 14   | 15   | 13   | 13   | 15   | 16   | 19   | 18   | Σ | 185   |

| 0,0 |

| −0,1 |

| 2,0 |

| 3,5 |

| 7,5 |

| 10,2 |

| 12,5 |

| 12,0 |

| 9,6 |

| 6,5 |

| 3,2 |

| 1,3 |

| 0,0 |

| −0,1 |

| 2,0 |

| 3,5 |

| 7,5 |

| 10,2 |

| 12,5 |

| 12,0 |

| 9,6 |

| 6,5 |

| 3,2 |

| 1,3 |

## Persönlichkeiten

### Hier geboren
- Christine Boot (1929–1992), Germanistin, Sprachwissenschaftlerin und Medizinhistorikerin
- Willem F. Bakker (* 1934), Byzantinist und Neogräzist, Professor an der Universiteit van Amsterdam
- Eike Christian Hirsch (1937–2022), deutscher Journalist, Theologe und Schriftsteller
- Werner Herbers (1940–2023), Oboist und Dirigent
- Karl Ihmels (* 1941), deutscher Politiker (SPD) und Jurist
- Erik van der Wurff (1945–2014), Komponist, Pianist, Produzent, Dirigent und Arrangeur
- Veronica Hazelhoff (1947–2009), Kinder- und Jugendbuchautorin, geboren in Groenekan
- John Blankenstein (1949–2006), Fußballschiedsrichter
- Hans-Christoff Dees (* 1965), Hamburger Politiker der SPD
- Peter Vink (* 1974), Künstler
- Ellen Hoog (* 1986), Hockeyspielerin, geboren in Bilthoven
- Luca Hollestelle (* 1996), Model und Schauspielerin

### Sonstige
Aus der Gemeinde De Bilt stammte ursprünglich die US-amerikanische Familie Vanderbilt (van der Bilt).

## Städtepartnerschaften
Städtepartnerschaften bestehen mit der deutschen Stadt Coesfeld in Nordrhein-Westfalen und der polnischen Gemeinde Mieścisko.